# Azul egipcio
El azul egipcio, también conocido como silicato de cobre y calcio (CaCuSi4O10 o CaOCuO(SiO2)4; tetrasilicato de calcio y cobre) o cuprorivaíta, es un pigmento que se utilizó en el antiguo Egipto durante miles de años. Se considera que es el primer pigmento sintético. Los romanos lo conocían con el nombre caeruleum – véase también la palabra inglesa cerulean. Después de la era romana, el azul egipcio dejó de usarse y, a partir de ahí, se olvidó la forma en la que se obtenía.
La antigua palabra egipcia wꜣḏ significa azul, azul verdoso y verde.
El primer uso registrado para referirse al color «azul egipcio» fue en inglés para darle nombre al color «Egyptian blue» en 1809.

## Definición

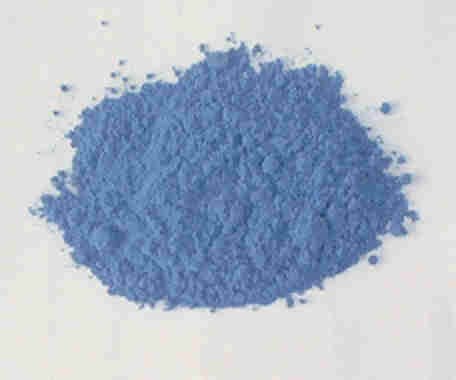
Azul egipcio

El azul egipcio es un pigmento azul sintético compuesto por una mezcla de sílice, cal, cobre y un álcali. Su color se debe a un tetrasilicato de calcio y cobre CaCuSi4O10 con la misma composición que el mineral natural cuprorivaíta. Se sintetizó por primera vez en Egipto durante la Cuarta Dinastía, y se utilizó ampliamente hasta el final del período romano en Europa, después de lo cual su uso disminuyó significativamente.
El término utilizado en egipcio es ḫsbḏ-ỉrjt, que significa lapislázuli artificial (ḫsbḏ). En la antigüedad, se utilizaba como pigmento azul para colorear una amplia variedad de diferentes materiales tales como piedra, madera, yeso, papiro y lienzo, y también se utilizó en la producción de numerosos objetos, incluyendo sellos cilíndricos, cuentas, escarabajos, incrustaciones, ollas y estatuillas. A veces, en la literatura egiptológica se le denomina frita azul. Algunos sostienen que este es un término erróneo que debería reservarse para describir la fase inicial de la producción del vidrio o esmalte, mientras que otros sostienen que el azul egipcio es una frita, tanto en su forma fina como en su forma gruesa, ya que es un producto de reacción en estado sólido. Su característico color azul se debe al cobre, uno de sus componentes principales, que, dependiendo del procesamiento diferencial y la composición, puede tener un tono más claro o más oscuro. 
Aparte de en Egipto, también se ha encontrado en el Medio Oriente, en el Mediterráneo Oriental, y en los límites del Imperio Romano. No está claro si la existencia del pigmento en otros lugares fue el resultado de una invención paralela o de la difusión de la tecnología desde Egipto hasta esas áreas.

## Historia y antecedentes

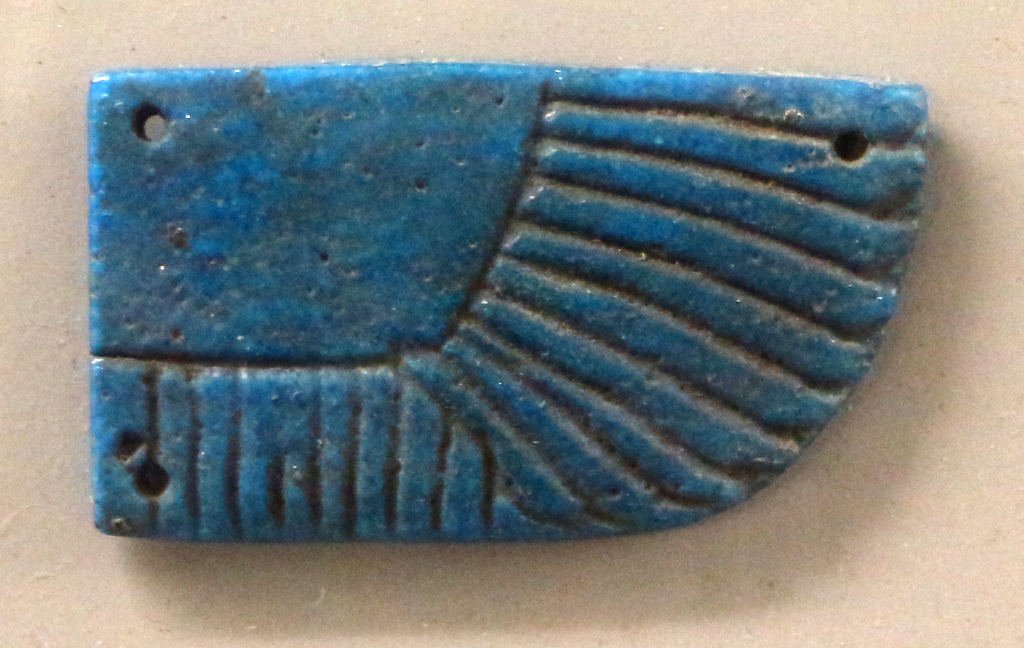
Ala de escarabeo.

Los antiguos egipcios tenían un gran respeto por el color azul y estaban ansiosos porque estuviera presente en muchos materiales y en una gran variedad de formas. También deseaban imitar las piedras semipreciosas como la turquesa y el lapislázuli, que eran valoradas por su rareza y su intenso color azul. El uso de minerales naturales, como la azurita, para obtener este azul era poco práctico, ya que estos minerales eran raros y difíciles de trabajar. Por lo que, para tener acceso a las grandes cantidades de color azul que necesitaban para satisfacer la demanda, los egipcios tuvieron que fabricar el pigmento ellos mismos.
Los egipcios desarrollaron una amplia gama de variedades de pigmentos, incluyendo el que hoy en día se conoce como azul egipcio, que fue el primero de su color, en el momento de su desarrollo. Este logro fue debido al avance de Egipto como una sociedad agrícola establecida. Esta civilización estable y establecida alentó el crecimiento de una fuerza de trabajo no laboral que incluía a los clérigos y a la teocracia egipcia. Los reyes egipcios eran mecenas de las artes y, en consecuencia, fueron un estímulo para el avance de la tecnología de los pigmentos.
La evidencia más antigua del uso del azul egipcio, identificada por la egiptóloga Lorelei H. Corcoran de la Universidad de Memphis, se encuentra en un cuenco de alabastro que data del período predinástico tardío o Naqada III (alrededor del 3250 a. C.), excavado en Hieracómpolis, y que ahora se encuentra en el Museo de Bellas Artes de Boston. En el Imperio Medio (2050-1652 a. C.), siguió utilizándose como pigmento en la decoración de tumbas, pinturas murales, mobiliario y estatuas; y en el Imperio Nuevo (1570-1070 a. C.), comenzó a utilizarse más en la producción de numerosos objetos. Se siguió utilizando durante el período tardío y en el período grecorromano, y solo desapareció en el siglo IV d. C., cuando se perdió el secreto de su fabricación.
No existe información escrita en textos egipcios antiguos sobre la fabricación del azul egipcio en la antigüedad, y solo fue mencionada por primera vez en la literatura romana por Vitruvio durante el siglo I a. C. Se refiere a él como coeruleum, y describe en su obra De arquitectura que la forma de fabricarlo era moliendo arena, cobre y natrón, y calentando la mezcla en forma de pequeñas bolas en un horno. La cal también es necesaria para su producción, pero probablemente se utilizó arena rica en cal. Teofrasto le da el término griego κύανος (kyanos, azul), que originalmente, probablemente se refería al lapislázuli. Finalmente, solo a principios del siglo XIX se renovó el interés por saber más sobre su fabricación cuando fue investigado por Humphry Davy en 1815, y otros como W. T. Russell y F. Fouqué.

## Composición y fabricación
Los científicos y arqueólogos interesados en analizar la composición del azul egipcio y las técnicas utilizadas para su fabricación han llevado a cabo varios experimentos. Actualmente, se considera que es un material multifásico que fue producido al calentar arena de cuarzo con un compuesto de cobre, carbonato de calcio y una pequeña cantidad de álcali (ceniza de plantas halófilas tolerantes a la sal, o de natrón) a temperaturas que oscila entre 800 y 1000 °C (1470 y 1830 °F) (dependiendo de la cantidad de álcali utilizada) durante varias horas. El resultado es cuprorivaíta o azul egipcio, dióxido de carbono y vapor de agua:
En su estado final, el azul egipcio se compone de cristales azules rectangulares junto con cuarzo no reaccionado y algo de vidrio. A partir del análisis de varias muestras procedentes de Egipto y otros lugares, se determinó que el porcentaje en peso de los materiales utilizados para obtener el azul egipcio en la antigüedad, generalmente oscilaba entre las siguientes cantidades:
- 60–70 % de sílice (SiO2)
- 7–15 % de óxido de calcio (CaO)
- 10–20 % de óxido de cobre(II) (CuO)

Para obtener la cuprorivaíta teórica, donde solo aparecen cristales azules, sin exceso de cuarzo no reaccionado o formación de vidrio, deberían utilizarse los siguientes porcentajes:
- 64 % de sílice
- 15 % de óxido de calcio
- 21 % de óxido de cobre.

Sin embargo, ninguna de las muestras analizadas procedentes de la antigüedad estaba hecha de esta composición definitiva, ya que todas tenían un exceso de sílice junto con un exceso de CuO o CaO. Esto pudo haber sido intencional; ya que un aumento en el contenido de álcali da como resultado que el pigmento contenga más cuarzo no reaccionado incrustado en una matriz de vidrio, lo que, a su vez, resulta en una textura más dura. Sin embargo, reducir el contenido de álcali (menos del 1 %) no permite la formación de vidrio, y el azul egipcio resultante es más suave, con una dureza de 1 - 2 Mohs.
Además de la forma en que las diferentes composiciones influyeron su textura, la forma en la que se procesó el azul egipcio también tuvo un efecto en la misma en términos de aspereza y finura. Tras varios experimentos, Tite et al. concluyeron que para conseguir el azul egipcio de textura fina, se necesitaban dos etapas para obtener cristales uniformemente intercalados. En primer lugar, se calientan los ingredientes, y el resultado es un producto con textura rugosa. Después, se muele hasta obtener un polvo fino y se añade agua. La pasta resultante se remodela y se vuelve a cocer a temperaturas que oscilan entre 850 y 950 °C durante una hora. Es posible que estas dos etapas fueran necesarias para obtener una pasta lo suficientemente fina para la producción de objetos pequeños. Sin embargo, el azul egipcio de textura gruesa no habría pasado por la segunda etapa. Dado que normalmente se encuentra en forma de losas (en los períodos dinásticos) y en forma de bolas (en el período grecorromano), estas podrían haber estado esperando para ser procesadas en una segunda etapa, donde habrían sido molidas y texturizadas finamente para usarse como pigmento azul.
El tono de azul que se conseguía también estaba relacionado con la aspereza y la finura del azul egipcio, ya que estaba determinado por el grado de agregación de los cristales azules egipcios. El azul egipcio grueso tenía una forma relativamente gruesa debido a los grandes grupos de cristales que se adherían al cuarzo no reaccionado. Esta agrupación da lugar a un color azul oscuro que es el aspecto del azul egipcio grueso. Alternativamente, el azul egipcio de textura fina está compuesto por grupos más pequeños que se intercalan uniformemente entre los granos de cuarzo no reaccionado, y tiende a ser de color azul claro. Sin embargo, el azul claro diluido se utiliza para describir el color del azul egipcio de textura fina que tiene una gran cantidad de vidrio formado en su composición, lo que enmascara el color azul y le da una apariencia diluida. Esto depende del nivel de álcali añadido a la mezcla, por lo que con más álcali, más vidrio formado, y más diluida la apariencia. Este tipo de azul egipcio es especialmente visible durante la dinastía XVIII y posteriores, y probablemente esté asociado con el auge de la tecnología del vidrio en este momento.
Si ciertas condiciones no se cumplían, el azul egipcio no podía producirse de forma satisfactoria. Por ejemplo, si las temperaturas fueran superiores a 1050 °C, se volvería inestable. Si se añadiese demasiada cal, se formaría la wollastonita (CaSiO3) y daría al pigmento un color verde. Demasiados ingredientes de cobre darían como resultado un exceso de óxido de cobre como cuprita y tenorita.

## Evidencia arqueológica
Amarna: En las excavaciones en Amarna, EL Lisht y Malkata a principios del siglo XX, Petrie descubrió dos tipos de recipientes que, según sugirió, se utilizaban en la antigüedad para hacer azul egipcio: sartenes en forma de cuenco y recipientes cilíndricos. En las excavaciones realizadas recientemente en Amarna por Barry Kemp (1989), se descubrieron un número muy pequeño de estas sartenes; aunque se encontraron varias piezas de «pastel» de azul egipcio, lo que permitió identificar cinco categorías diferentes de formas azules egipcias y los recipientes asociados con ellas: grandes pasteles redondos y planos, grandes pasteles rectangulares y planos, pasteles con forma de cuenco, pequeñas piezas en forma de saco y formas esféricas. No se encontró estaño en las muestras analizadas, lo cual, según los autores, indica que era posible que se utilizara chatarra de cobre en lugar de bronce.
Qantir: En la década de 1930, Mahmud Hamza excavó una serie de objetos relacionados con la producción de azul egipcio en Qantir, como los “pasteles” de azul egipcio y varios fragmentos que se encontraban en diferentes etapas de producción; lo que proporcionó evidencia de que el azul egipcio se produjo realmente en ese lugar. En excavaciones recientes realizadas en ese mismo lugar, se descubrió una gran industria basada en el cobre en la que se apreciaban diferentes tipos de artesanía asociados a la fundición de bronce, fabricación de vidrio rojo, producción de loza y azul egipcio. En las excavaciones también se encontraron crisoles cerámicos con restos adheridos de azul egipcio, otra muestra que indicaba que había sido fabricado en aquel lugar. Estos «pasteles» de azul egipcio posiblemente se exportaron más tarde a otras zonas del país para ser trabajados, ya que existía una escasez de productos de azul egipcio terminados en el lugar. Por ejemplo, se encontraron «pasteles» de azul egipcio en Zawiyet Umm el-Rakham, una fortaleza ramesita cerca de la costa libia, lo que indica que estos «pasteles» fueron comercializados, trabajados y remodelados lejos de su lugar de producción primario.

## Conexiones con otros materiales vítreos y con otros metales

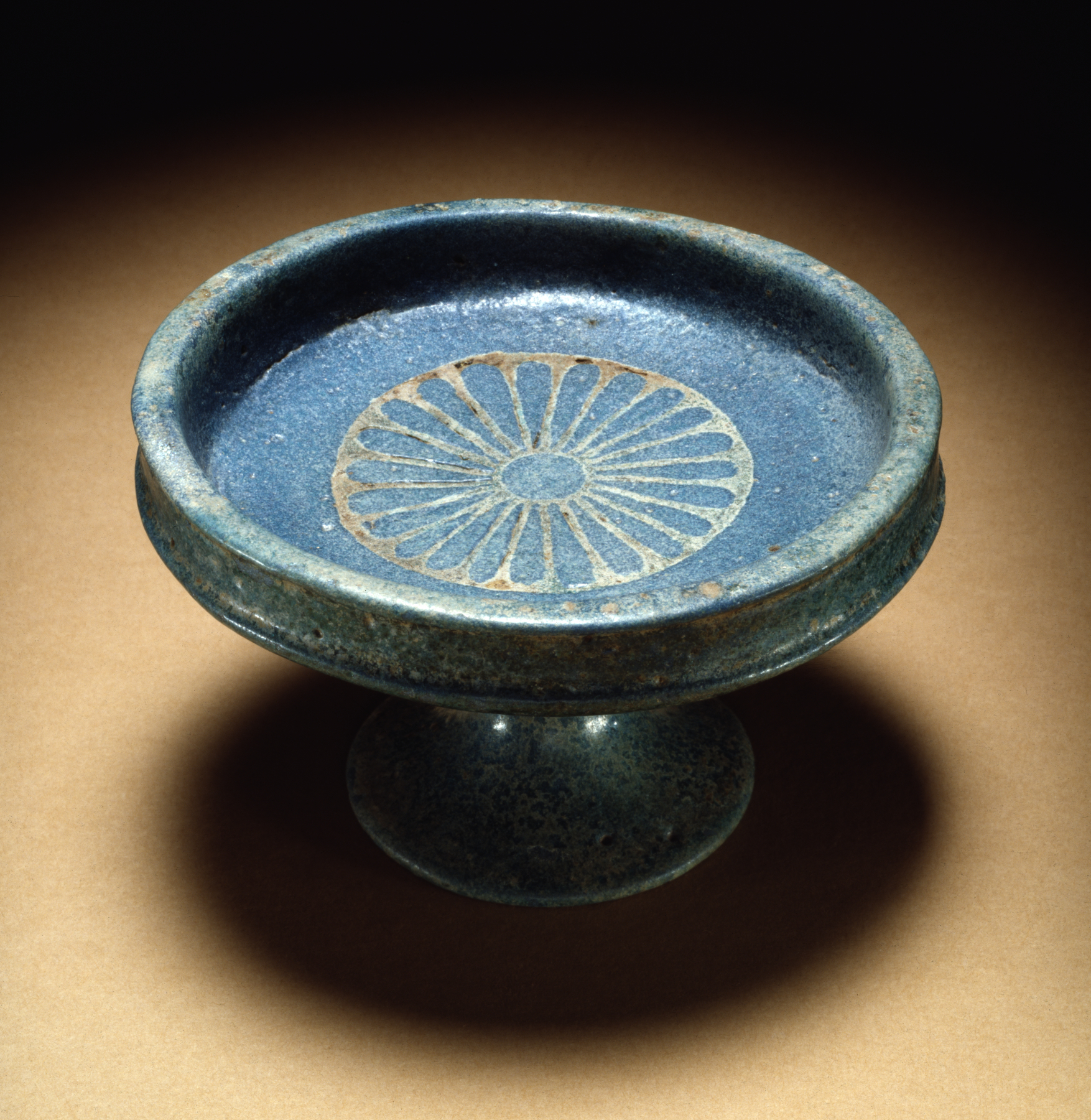
Platillo de fayenza azul, Imperio Nuevo (1400-1325 a. C.)

El azul egipcio está estrechamente relacionado con los otros materiales vítreos producidos por los antiguos egipcios, concretamente, el vidrio y la fayenza egipcia, y es posible que los egipcios no emplearan términos diferentes para distinguir los tres productos. Aunque es más fácil distinguir entre la fayenza y el azul egipcio, debido al núcleo distinto de los objetos de fayenza y sus capas de esmalte separadas, a veces es difícil diferenciar entre el vidrio y el azul egipcio debido a la textura fina que el azul egipcio puede tener en ciertas ocasiones. Esto ocurre especialmente durante el Imperio Nuevo, cuando el azul egipcio se hizo más refinado y vidrioso, y continuó de la misma forma en el período grecorromano. Dado que el azul egipcio y la fayenza son tecnologías mucho más antiguas que el vidrio, que solo comenzó a emplearse durante el reinado de Tutmosis III (1479-1425 a. C.), los cambios en la fabricación del azul egipcio se asociaron indudablemente con la introducción de la industria del vidrio.
El análisis de la fuente de cobre utilizada en la fabricación del azul egipcio indica una relación con la industria metalúrgica contemporánea. Mientras que en los períodos anteriores es muy probable que se utilizaran minerales de cobre, durante el reinado de Tutmosis III, el mineral de cobre es sustituido por el uso de limaduras de bronce. Esto se ha establecido por la cantidad específica de óxido de estaño encontrada en el azul egipcio, que solo podría ser el resultado de utilizar restos de bronce de estaño como fuente de cobre, lo que coincide con el momento en el que el bronce estaba ampliamente disponible en el antiguo Egipto.

## Hallazgos fuera de Egipto
El azul egipcio se encontró en Asia occidental a mediados del III milenio a. C. en forma de pequeños utensilios e incrustaciones, pero no como un pigmento. Se encontró en el área mediterránea al final de la Edad del Bronce Medio. También se encontraron rastros de estaño en su composición, lo que sugiere que la fuente de cobre era la chatarra de bronce en lugar del mineral de cobre. Durante el período romano, el uso del azul egipcio era extenso, como ilustra un tarro encontrado en 1814 en Pompeya que contenía el pigmento sin usar. También se encontró como pigmento sin usar en las tumbas de varios pintores.Los etruscos también lo utilizaron en sus pinturas murales. Se insinúa que el azul chino pueda tener raíces egipcias.

## Aplicaciones modernas
La luminiscencia infrarroja extremadamente potente y de larga duración bajo luz visible del azul egipcio ha permitido detectar su presencia en objetos que parecen no estar pintados para el ojo humano. Esta propiedad también se ha utilizado para identificar rastros del pigmento en pinturas realizadas hasta el siglo XVI, mucho después de que se presumiera que su uso se había extinguido. La luminiscencia, junto con la capacidad del azul egipcio para dividirse en nanoláminas después de la inmersión en agua, también indica que puede tener varias aplicaciones de alta tecnología, como en biomedicina, telecomunicaciones, tecnología láser y tintas de seguridad.
Los investigadores del Laboratorio Nacional Lawrence Berkeley descubrieron que el pigmento azul egipcio absorbe la luz visible y emite luz en el rango del infrarrojo cercano. Esto sugiere que el pigmento azul egipcio podría usarse en materiales de construcción diseñados para enfriar techos y paredes en climas soleados, y para teñir vidrio con el objetivo de mejorar el rendimiento de las células fotovoltaicas.